# Forlì
Forlì er hovedbyen i provinsen Forlì-Cesena i Italien. Forlì ligger ved floden Montone som løber fra Appenninerne til Adriaterhavet.
Byen har 117.946 indbyggere pr. 31. december 2016.